# Paul Bocuse
Paul Bocuse (Collonges-au-Mont-d’Or, 1926. február 11. – Collonges-au-Mont-d’Or, 2018. január 20.) francia szakács. A 20. század egyik legnagyobb szakács ikonja, a nouvelle cuisine meghatározó alakja.

## Életpályája
Felmenői sok generáció óta Collonges-au-Mont-d’Or molnárjai voltak, és a molnár felesége már 1765-ben is különösen híres volt jó főztjéről, amellyel az őröltetésre várakozó gazdákat vendégelte meg. Amikor 1840-ben megépítették a Párizs–Lyon–Marseille vasútvonalat, a malmot le kellett bontani, és a család egy közeli farmon nyitott fogadót a Saône partján. A később étteremmé alakított házat 1921-ben Paul nagyapja Joseph váratlanul eladta. Apja, Georges 1925-ben feleségül vette Irma Roulier-t, és átvette az Irma szülei által üzemeltetett „Hotel du Pont de Collonges”-t (ma „Restaurant Paul Bocuse”), de a Joseph Bocuse által kötött szerződés miatt nem adhatta éttermének a család jól csengő nevét.
Paul Bocuse már kilencévesen apja éttermének konyháján dolgozott, majd Eugenie Brazier három csillagos lyoni éttermében tanult. Az 1940-es és 1950-es években megfordult Lyon és Párizs több jelentős éttermének konyháján. 1950-ben Fernand Point három csillagos vienne-i étterme, a „La Pyramide” konyháján tökéletesítette tudását. 1956-ban átvette apjától az anyai nagyszülei által alapított étterem vezetését. 1958-ban nyerte el első Michelin-csillagát, 1962-ben a másodikat, 1965-ben a harmadikat. 1961-ben megszerezte a MOF (Franciaország Legjobb Szakembere) címet. 1965-ben megnyitotta a L’Auberge-t. 1966-ban sikerült visszavásárolnia a nagyapja által eladott éttermet, melyet „L’Abbaye de Collonges”-ra keresztelt át, visszanyerve a család neve feletti rendelkezés jogát. 1975-ben Valéry Giscard d’Estaing a francia Becsületrend lovagjává ütötte. Ebből az alkalomból többek között Paul és Jean-Pierre Haeberlinnel, Michel Guérard-ral és Jean Troisgrosme-mal ötfogásos vacsorát készített, amelynek egyik fogása Bocuse kreációja, a fekete szarvasgombával készült leves – szárnyaserőleves zöldségekkel, marhahússal, szarvasgombaszeletekkel és libamájjal, rásütött levelestészta-fedéllel – azóta is megtalálható „La soupe aux Truffes V.G.E” néven Bocuse éttermeinek étlapján.
1989-ben a Gault Millau-kalauz másik három társával egyetemben, az Évszázad szakácsának választotta.

## Éttermei

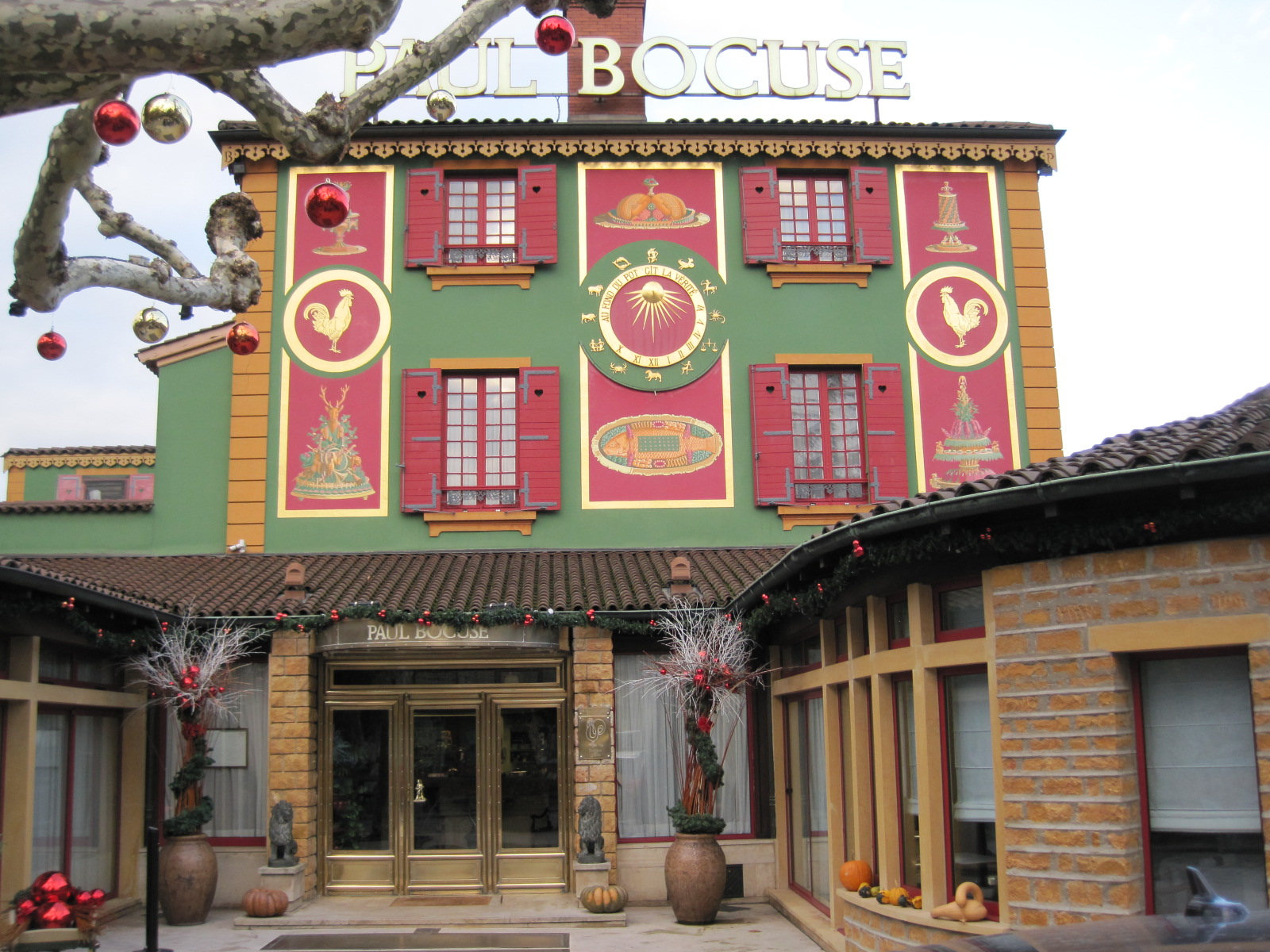
L’Auberge du Pont de Collonges, Lyon

Ma öt bisztrót és egy gyorsbüfét üzemeltet Lyonban, továbbá a „Restaurant Paul Bocuse”-t, a zászlóshajó „L’Auberge du Pont de Collonges”-t, valamint a családi örökség „L’Abbaye de Collonges”-t a Lyontól alig öt km-re, a Saône partján fekvő Collonges au Mont d’Orban. 1982-ben Roger Vergével és Gaston Lenôtre-ral közösen nyitottak éttermet „Pavillon de France” néven a Walt Disney World Resort - Disney World Epcot parkjában, Orlandóban, Floridában, mely ma „Chefs de France” néven üzemel és Bocuse fia, Jerome vezeti. Japánban két bisztrót üzemeltet. A „Paul Bocuse”-t Tokióban és a „Le Maison”-t Nagojában.

## Hozzájárulása a gasztronómia fejlődéséhez
Bocuse a nouvelle cuisine terjesztésével nagyban hozzájárult az egyetemes gasztronómia fejlődéséhez. Több tanítványa (Franz Keller, Eckart Witzigmann vagy Heinz Winkler) is híres séf lett. Witzigmann például az első osztrák séf, aki három Michelin-csillagot kapott. 
A nevét viseli az immár 30 éves, 1987 óta megrendezett Bocuse d’Or, a világ legnagyobb presztízsű szakácsversenye.
2008-ban Écullyben megalapította az Institut Paul Bocuse – École de Management Hôtellerie Restauration & Arts Culinaires-t.

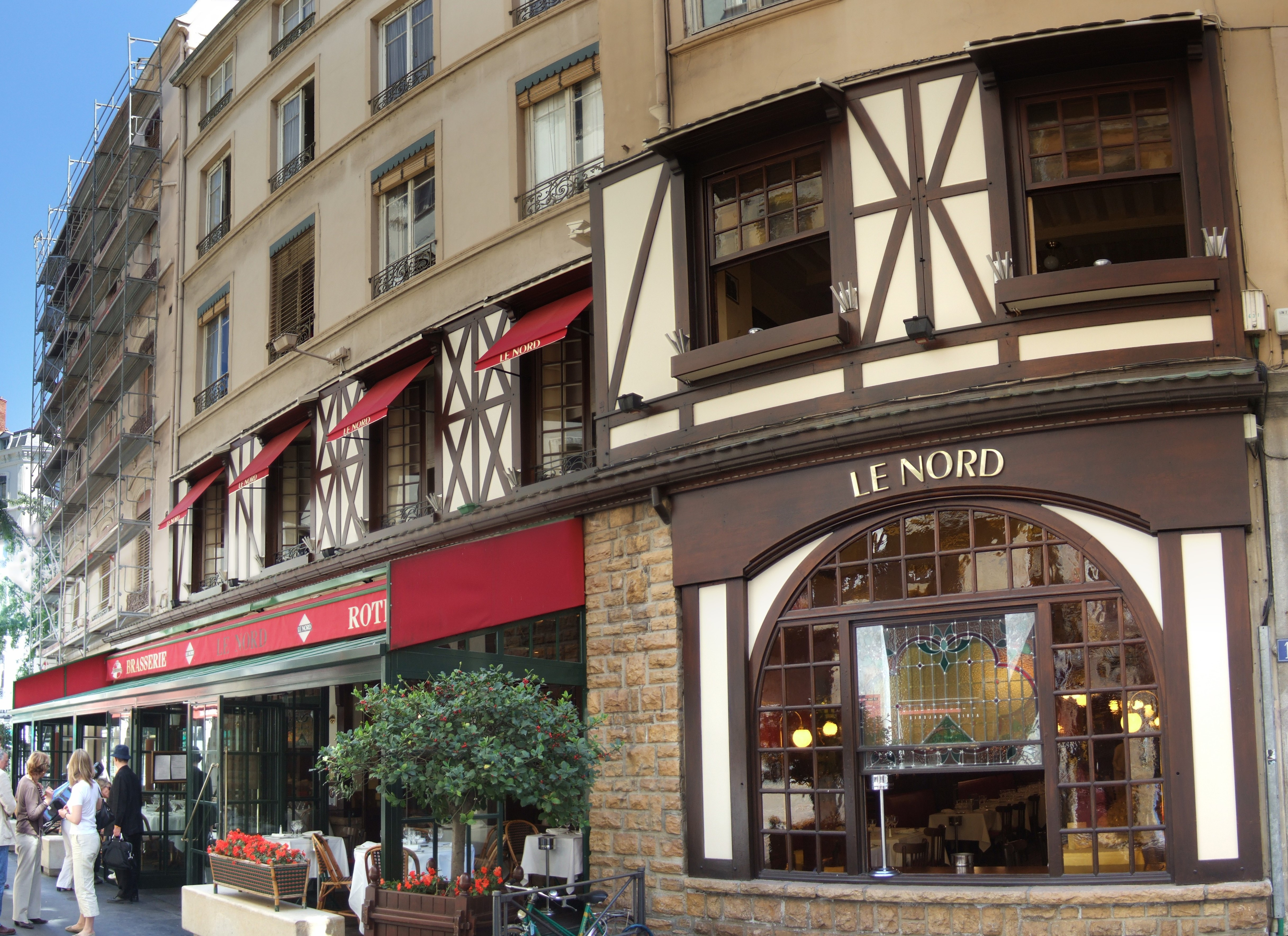
Le Nord, Bocuse bisztróláncának egyik üzlete Lyon központjában

## Bibliográfia
- 1976 – La cuisine du marché ISBN 2-08-200039-7
- 1980 – La cuisine du marché II ISBN 2-08-200047-8
- 1982 – Bocuse dans votre cuisine ISBN 2-08-200086-9
- 1984 – La Cuisine du gibier ISBN 2-08-200073-7
- 1986 – Bocuse à la carte: menus pour la table familiale ISBN 2-08-200500-3
- 1989 – Bon appétit! ISBN 2-08-200558-5
- 1990 – Cuisine de France ISBN 2-08-200562-3
- 1995 – La bonne chère ISBN 2-08-067172-3
- 1997 – Cuisine des régions de France ISBN 2-08-200858-4
- 2002 – Les meilleures recettes des régions de France ISBN 2-08-200929-7
- 2005 – Le feu sacré ISBN 2-7234-5216-6
- 2008 – Simple comme Bocuse ISBN 978-2-7234-6460-4
- 2010 – Mes recettes simples et gourmandes ISBN 978-2-08-124450-4
- 2010 – Les desserts de Paul Bocuse ISBN 978-2-08-122667-8

## Magyarul megjelent művei
- Piac konyhája. A konyha királyának szakácskönyve; jegyz. Szigeti Andor, ford. Szűcs János; Novorg, Bp., 1994
- Paul Bocuse Intézet. A főzés magasiskolája. 250 séfmódszer bemutatása lépésről lépésre, 1800 fotóval; szakmai irányítás Hervé Fleury, előszó Paul Bocuse, fotó Aurélie Jeannette, Jonathan Thevenet, ford. Király Katalin; Geopen, Bp., 2017